# Middleton (Norfolk)
Pour les articles homonymes, voir Middleton.
Middleton est une paroisse civile et un village du Norfolk, en Angleterre.